# Haus Burgwald
Das Haus Burgwald (auch: Glashüttenmühle und Glasmühle) in der Straße „In der Mordach 3“ ist eine ehemalige Mühle in der Gemeinde Mühltal im hessischen Landkreis Darmstadt-Dieburg am Westrand des Odenwaldes.

## Geographische Lage
Das Haus Burgwald steht an einem Mühlgraben im Weiler In der Mordach.

## Geschichte und Beschreibung
1698 gründete Landgraf Ernst Ludwig von Hessen im Weiler Mordach eine Glas- und Spiegelmanufaktur zur Fertigung von Hohlgläsern, Butzen- und Spiegelscheiben. Der Betrieb der Glasmanufaktur erwies sich als unrentabel.
1705 wurden die Gebäude verkauft und zu einer Getreidemühle umgebaut. Nachdem die Mühle 1896 niedergebrannt war, wurde auf dem Standort der Brandruine das „Gast- und Kurhaus Burgwald“ errichtet. Bauherr war der damalige Bürgermeister von Nieder-Ramstadt, Friedrich Ludwig Schneider.
1909 verkaufte die Familie Schneider die „Villa Burgwald“ an den „Verein zur Heilung von Alkoholkranken“, der eine Heil- und Rehabilitationseinrichtung betrieb. 
Der Diakon Wilhelm Schweppe war in der Zeit des Nationalsozialismus in der Einrichtung tätig, bevor er 1940 zum Militär eingezogen wurde: „Im Herbst 1939 meldete sich ein arbeitssuchender Mann bei uns. Die Innere Mission hatte mir sehr vorsichtig einen kleinen Wink gegeben. Recht bald merkte ich, dass er aus dem KZ entkommen war. Es war ein Rechtsanwalt Dr. Schweigert aus München. Ich habe ihn behalten, ohne nach irgendwelchen Dingen zu fragen, damit ich mich später irgendwann nicht nur dumm zu stellen brauchte. Doch nach einiger Zeit, nachdem er Vertrauen gefasst hatte, hat er mir viel erzählt aus dem KZ. Er wurde nicht polizeilich gemeldet. Für den Garten und bei allen vorkommenden Arbeiten war er mir eine gute Hilfe. Im Sommer 1940 hatte ihn die Gestapo entdeckt. Ich wurde verhört und das ganze Haus besichtigt. Vor einem einzigen Hitlerbild, das im Verborgenen hing mitgesprungenem Glas und Rahmen, verweilten sie längere Zeit, und einer machte die Bemerkung: Seht, hier habt Ihr alles. Sie gingen ohne sonstigen Kommentar und ließen mich über die Folgen völlig im unklaren. Am anderen Tag verschwand Herr Dr. Schweigert. Er war plötzlich nicht mehr aufzutreiben. Wir haben nie mehr etwas von ihm gehört. Ich bekam am dritten Tag danach meine sofortige Einberufung zum Militär. Es war am 3. Juli 1940.“
Aus der Einrichtung ging das heutige „Haus Burgwald“ als Rehaklinik für suchtkranke Menschen hervor; diese wird von der Haus Burgwald gGmbH als eine Einrichtung der Inneren Mission Frankfurt am Main betrieben.